# Ștefania Vătafu
Ștefania Vătafu est une joueuse de football roumaine née le 12 juillet 1993, jouant au poste de milieu de terrain au RSC Anderlecht.

## Biographie
Lors de la saison 2021-2022, elle devient championne de Belgique avec le RSC Anderlecht.

## Palmarès
- Championne de Belgique en 2019 avec le RSC Anderlecht
- Championne de Roumanie en 2012, 2013, 2014, 2015, 2016 et 2017 avec Olimpia Cluj
- Vainqueur de la Coupe de Roumanie en 2014, 2015 et 2017 avec Olimpia Cluj
- Finaliste de la Coupe de Roumanie en 2016 avec l'Olimpia Cluj
- Finaliste de la Turkish Women's Cup en 2019 avec la Roumanie

## Statistiques

### Ligue des champions
- 2011 à 2017 : 28 matchs, 11 buts avec Olimpia Cluj
- 2018-2019 : 4 matchs, 1 but avec le RSC Anderlecht
- 2019-2020 : 5 matchs avec le RSC Anderlecht